# Тетово
Вижте пояснителната страница за други значения на Тетово.
Тѐтово (на македонска литературна норма: Тетово; на албански: Tetovë или Tetova, Тетова, на турски: Kalkandelen, Калканделен) е град в Северозападната част на Северна Македония, пети по големина в страната. Намира се в подножието на Шар планина в Тетовското поле. Градът е център на едноименната община Тетово. Според преброяването на населението през 2002 година в Тетово живеят 52 915 жители, повечето от които са етнически албанци. В града се намира Държавният университет в Тетово, в който се преподава на албански и македонски литературен език, както и Университетът на Югоизточна Европа.

## История

### Етимология
Тетово е един от старите градове в Македония. Според една местна легенда градът е наречен на легендарния юнак Тето, който изчистил мястото на днешния град от змии. Всъщност името на Тетово произлиза от старобългарската дума хтѣти – ща, искам, Хтѣтово е създадено с основа лично име Хтѣто и значение желано дете.

### В Османската империя
По време на османското владичество се появява и турското име Калканделен. В края на ХV век градът е център на вилает. В обобщен списък на джизието на неверниците от вилаета Калканделан от 1491 година е отбелязано, че вилаетът има 5398 джизие ханета (домакинства) и 803 вдовици. В 1616 година броят на немюсюлманските ханета във вилаета е 3395. В списък на джизието на немюсюлманите от вилаета Калканделен от 18 юли 1628 година са отбелязани 45 ханета (домакинства) в самия град.
От средата на XVIII до средата на XIX век градът е център на Тетовския пашалък, управляван полусамостоятелно от местна албанска династия.
В 1832 година Христо Чкулка отваря първото училище в града. В 1871 година в Тетово е открита поща.
Според Санстефанския договор Тетово влиза в границата на българската държава, но Берлинският договор връща града в границите на Османската империя.
Българското църковно-училищно дело изпитва трудности по време на Руско-турската война в 1877 – 1878 година. През май 1878 година иконом поп Серафим Архимандритов и Зафир Николов от името на Тетовската българска община подписват Мемоара на българските църковно-училищни общини в Македония, с който се иска присъединяване на Македония към новообразуващата се българска държава. В 1881 година Тетовската българска община и българското училище са възстановени. В Тетово в 1882 – 1883 година преподава известният български учител монах Алексий Зографски.
Андрей Стоянов, учителствал в Тетово от 1886 до 1894 година, пише за града:
| „ | Тетовскитѣ българи сѫ загубили своитѣ народни хора и своитѣ свирки. На свадбитѣ си тѣ играятъ, като играятъ и тѣхнитѣ съграждани арнаути, и игранието имъ става подъ неприятния трясъкъ на циганскитѣ дайрета... Всѣко семейство и всѣки еснафъ има по единъ святецъ за свой покровитель и на праздника му „дига панагия“, или както се още казва „служи“ праздника. Срѣщу служилитѣ праздници женитѣ носятъ по една или нѣколко просфори, малко варена пшеница, въ която забодѫтъ и палятъ вощена свѣщь, а която иска, носи и по-малко масло за черковнитѣ кандила. Въ време на вечерната се отчита петохлѣбие общо за всичкитѣ празднующи и се поменуватъ имената на всичкитѣ живи членове на празднующитѣ семейства, или еснафи. На излазание изъ църква всѣки взема по къшей отъ просфоритѣ и по-малко отъ пшеницата. На самий праздникъ, подиръ отпускъ на църквата (въ време на литургията священника пакъ поменува имената, които вечерьта е поменалъ), свещенницитѣ отиватъ въ всѣка празднующа кѫща (всѣки въ енорията си), дѣто е приготвена една просфора, а по нѣкога и единъ домашенъ хлѣбъ, малко варена пшеница и една чашка вино; священника прочита надъ казанитѣ нѣща нѣколко молитви, расчупва просфората, или домашенъ хлѣбъ, натопява малки късчета отъ тѣхъ въ виното и дава на домашнитѣ и на други, които би се случили тамъ. Останѫлото отъ просфората и домашния хлѣбъ се туря въ ситото и се изяда отъ домашнитѣ повече сутрина, когато още нищо не сѫ яли. Отъ варената пшеница се дава на всички, които би дошли на посѣщение презъ деня. Така става диганието на панагията. Еснафитѣ извършватъ този обрядъ въ училището. Едно време срѣщу служилитѣ дни тетовци сѫ слагали трапези и цѣлата нощь сѫ гощавали приятелитѣ и роднинитѣ си, но това сега е напустнато. Тетовци дигатъ панагия, или служатъ именний день на всѣкиго отъ домашнитѣ си; синоветѣ правятъ сѫщото на всѣки праздникъ, когото сѫ служили родителитѣ имъ. Тука му е мѣстото да напомня за обичаитѣ на тетовкитѣ да носятъ ядение и пиение на гробищата си на задушница и на заговѣзни (поклади). Тетовкитѣ хапнуватъ и сърбнуватъ сами отъ отнесеното на гробищата, и нахранватъ и напояватъ всѣкидневнитѣ просеци толкова много, щото тѣзи просеци послѣ цѣлъ день повърщатъ и сѣдѫтъ пияни. | “ |

В телеграма изпратена до председателя на Парламента по спорните черкви и училища в Македония и Одринско пише:
| „ | Тетово Черквата, която беше обща на българите и гъркоманите в Ст. Варошанската махала, отдавна бе изгорена вследствие един пожар. Когато отпосле се почувствува нужда от отделни молебни домове за гъркомани и българи, по взаимна спогодба помежду ни се реши, щото мястото, където бе построена старата черква, да се даде на гъркоманите, а пък долния етаж на училището, намирающе се в двора на черквата, да се предостави на българите за молебен дом, а от горния етаж на същото училище една стая да служи за училище на гъркоманите, а другите стаи за училище на българите. Преди пет години обаче, правителството затвори това училище и повече от 1000 ученика бяха принудени да продължават обучението си в съвсем влажни и тъмни места, където и днес се обучават. Дошлата специално за това анкетна комисия, без да вземе под съображение съразмерността между българи и гъркомани, и оценявайки черквата за 1000 лири, реши гъркоманите да броят на българите 300 лири, като последните заявят, че нямат никаква претенция върху черквата. Ние българите, недоволни от това решение, протестирахме, но на нашите възражения за несправедливостта на това решение, което не отговаря на съразмерността на населението, не се обърна никакво внимание от надлежното място. Ето защо молим от името на всички граждани черквата цяла да се предаде на гъркоманите, а училището да се отвори, и заедно със заобикалящото го четвероъгълно празно място да се предаде на общината ни, като същевременно се предадат нам и всички ни отнети вакъфски места. От Българската Черковна Община. | “ |

Според статистиката на Васил Кънчов („Македония. Етнография и статистика“) в 1900 година Тетово има 19 200 жители, от които 8500 българи християни, 9000 души жители турци, 500 арнаути мохамедани и 1200 цигани. Според Лазар Серафимов в 1900 година Тетово има около 3200 къщи, от които 2150 мохамедански и 1050 български. Населението е 12800 души – 8900 мохамедани, включително 400 цигани и 1000 арнаути, 3335 българи екзархисти, 15 сърби, преселени от Призрен и 550 сърбомани.
Християнските жители на Тетово са разделени в конфесионално отношение като преобладават привържениците на Българската екзархия. Според патриаршеския митрополит Фирмилиан в 1902 година в Тетово има 330 сръбски патриаршистки и 25 гъркомански къщи. Според секретаря на екзархията Димитър Мишев („La Macédoine et sa Population Chrétienne“) в 1905 година в Тетово има 6688 българи екзархисти, 1720 българи патриаршисти сърбомани и 30 цигани. В града работят три основни и едно прогимназиално българско училище и две основни и едно прогимназиално сръбско.

### Революционен комитет
В 1895 година, по поръка на Гоце Делчев българският учител в града Христо Червенеленков формира и оглавява Тетовския околийски революционен комитет. Освен него в тетовския комитет влизат Владимир Трайчев от Ресен, Никола Панчев от Щип, Драган Ничов от Велес и Симеон Мисов от Тетово. На учредителното събрание участват и няколко граждани от Тетово. Само за два месеца градският комитет достига около 50 членове и разширява мрежата си и по селата. До Илинденско-Преображенското въстание броят на членовете на градския комитет в Тетово е много голям.
Една от най-сложните задачи на тетовската организация е производството и разпространението на тетовските пушки мартинки. Най-истъкнати членове за производството на оръжие са Христо Костов Сичан, Сане Ристовски Гуле, Търпе Костов Алтиколач и други. В куриерската работа са ангажирани и свещеници като поп Диме Саров и жени като Санда Цветановска, Ефка Мичевска, Румена Комитка и други. Важна роля играят учителите Михаил Младенов, Заркадия Дойчиновски и Стойо Тасевски.
През февруари 1905 година членовете на комитета Григор Михайлов, поп Диме Саров, Сане Христов – Гуле, Христо Костов – Сичан, Михаил Младенов и Търпе Костов – Алтиколач арестувани при Тетовската афера и са осъдени на по 101 години и затворени в Куршумли хан, Фезан и Диарбекир. След Младотурската революция в 1908 година живите са амнистирани.
При избухването на Балканската война в 1912 година 72 души от Тетово се записват доброволци в Македоно-одринското опълчение.
На рода Максевци се приписва иконостасът в тетовската църква „Св. св. Кирил и Методий“.

### В Сърбия
По време на Балканската война на 30 октомври 1912 година в Тетово влиза Моравската дивизия на сръбската армия. След Междусъюзническата война градът остава в границите на Сърбия, а впоследствие преминава към съставната Социалистическа Северна Македония в рамките на федеративна Югославия.
По време на кризата от 2001 година в независимата Северна Македония Тетово е арена на сблъсъци между правителствените части и албанските сепаратисти от така наречената Армия за национално освобождение. В резултат на сблъсъците в района на Тетово се наблюдава процес на изселване на македонците от Положко във вътрешността на страната.
Според преброяването от 2002 година градът има 52 915 жители.
| Националност     | Всичко |
| северномакедонци | 18 555 |
| албанци          | 28 897 |
| турци            | 1878   |
| роми             | 2352   |
| власи            | 13     |
| сърби            | 587    |
| бошняци          | 156    |
| други            | 477    |

Футболният клуб на града е Тетекс Тетово.

## Тетовци
Тетово традиционно е смесен българо-албански град. Сред по-известните му жители с българско съзнание са революционерката на ВМРО Мара Бунева и журналистът Матей Геров. По произход от Тетово е и академик Михаил Арнаудов. Известни тетовски албанци са политиците Арбен Джафери и Мендух Тачи, а известни хора с македонско национално съзнание от града са композиторът Тодор Скаловски и режисьорът Бранко Гапо.